# Casapulla
Casapulla ist eine italienische Gemeinde (comune) mit 8260 Einwohnern (Stand 31. Dezember 2023) in der Provinz Caserta in Kampanien. Die Gemeinde liegt etwa 3,5 Kilometer westlich von Caserta und etwa 25 Kilometer nördlich von Neapel. Hier wurde der Komponist Pietro Musone (1847–1879) geboren.

## Geschichte
Wegen eines Tempels für den Gott Apoll erklärt sich auch der Name der Gemeinde als Casa Apollonis (Haus des Apoll). 

## Verkehr
Casapulla liegt an der Autostrada A1 von Mailand / Rom kommend nach Neapel. 